# Île Tascon
Tascon est une île du golfe du Morbihan, située sur la commune de Saint-Armel, en France.

## Géographie
Orientée sur un axe nord-ouest / sud-est, Tascon est de forme globalement rectangulaire; sa plus longue diagonale n'excède pas 1,5 km. Avec 55 hectares, elle la troisième île du golfe par sa superficie.

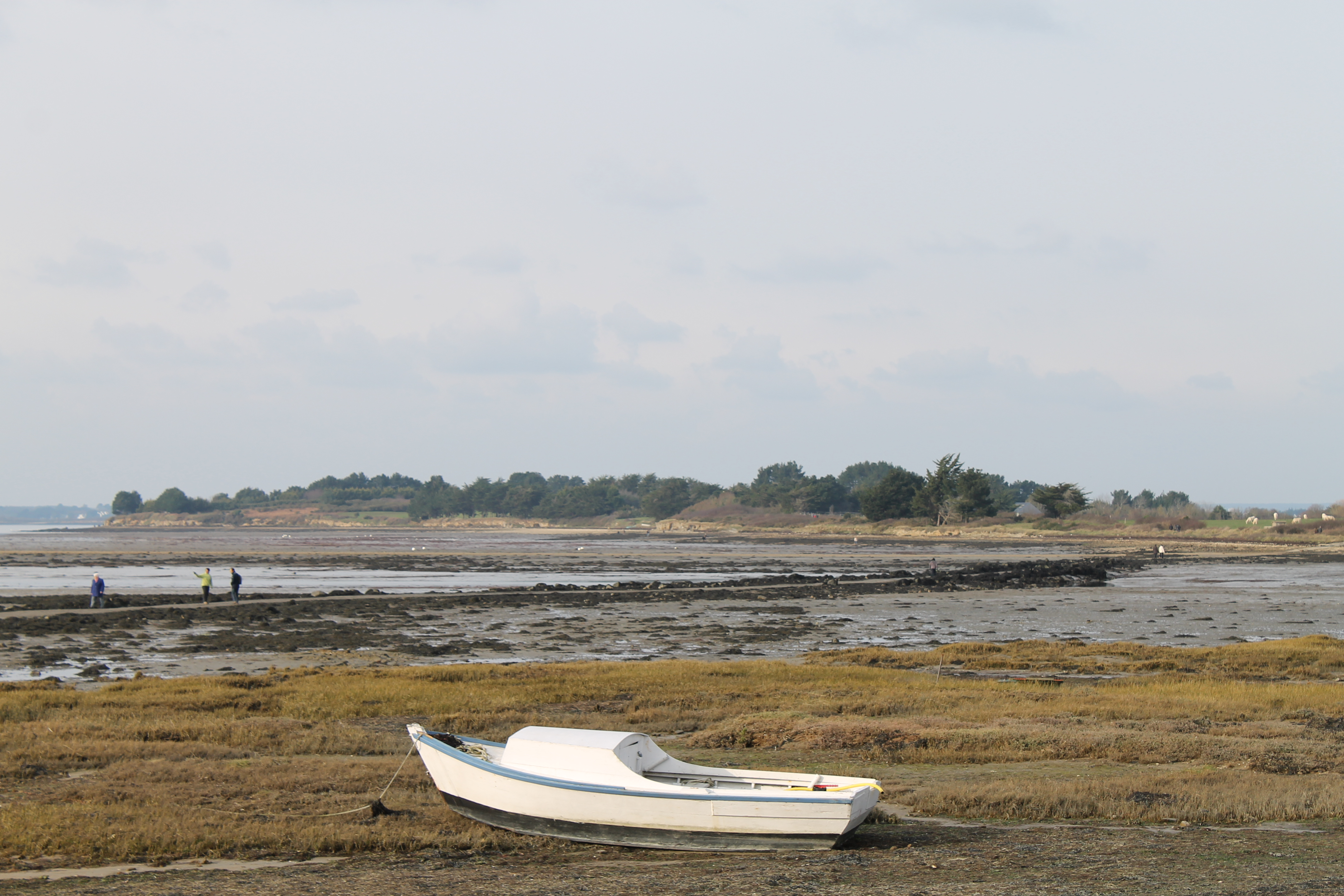
L'île Tascon et le chemin d'accès à marée basse

L'île Tascon est reliée au continent par le radier de Tascon, situé sur le littoral de la commune de Saint-Armel. Cette chaussée submersible relie l’île de Tascon aux parties « continentales » de la commune. Le passage n’est possible qu’à marée basse, environ cinq heures par cycle de marée, pour les automobiles et les piétons. Le radier est long d’environ 400 m. À la jonction du radier principal et de la pointe sud de l'île, un second radier, plus modeste (200 mètres) et constitué de sable, rejoint l'îlot Enezy. Tascon présente un relief en général plat, qui excède à peine la quinzaine de mètres d'altitude (à l'extrémité nord).
On compte un hameau, au centre de l'île, groupé autour d'une ferme, et quelques résidences secondaires au sud-est. Elle présente la particularité d'être l'une des dernières îles cultivées du golfe. Les champs, remembrés dans les années 1970, sont cependant encore ponctués de bosquets de résineux.

## Toponymie
Taskon en breton. Ce mot est issu de Teskaj en breton, signifiant La Glanure.[réf. nécessaire]

## Écologie
L’anse est de Tascon abrite le deuxième plus grand herbier de Zostère naine (Zostera noltii) du golfe du Morbihan, représentant une surface d’environ 130 hectares.
L’ensemble de l’anse est comprise dans la Zone Spéciale de Conservation (Natura 2000) « golfe du Morbihan, côte ouest de Rhuys » (FR 5300029) et la Zone de Protection Spéciale « golfe du Morbihan » (FR5310086), ainsi que dans le Site Inscrit (1965).

## Faune
L’anse de Tascon est numériquement le deuxième site d’accueil des oiseaux dans le golfe. Associé à la baie de Sarzeau, ces deux sites représentent en moyenne plus de 40 % de l’effectif hivernal compté dans le golfe, pour seulement 4 % de sa superficie. Diverses espèces y sont dénombrées, dont de gros effectifs en Canard colvert, Canard pilet, Bernache cravant, Pluvier argenté et surtout Bécasseau variable. En moyenne, au plus fort de la saison (novembre à janvier), on peut dénombrer plus de 10 000 oies, canards et limicoles, sur le secteur en une seule journée de comptage.